# Fragonard
Perfumerie Fragonard – francuska sieć ekskluzywnych butików, sklepów oraz muzeów, poświęconych historii, produkcji i dystrybucji perfum. Pierwsza perfumeria pod tym szyldem powstała w 1926 w Grasse i została nazwana imieniem wielkiego francuskiego malarza Jean-Honoré Fragonard. W 1978 została ona przekształcona w muzeum, prezentujące historię produkcji perfum. Obecnie, wokół szyldu Fragonard, rozwinięto sieć butików, oferujących luksusowe dodatki konfekcyjne, toaletowe, a nawet biżuterię. Najsłynniejsze muzeum perfum Fragonard, połączone z centrum dystrybucji, znajduje się w Paryżu, przy Boulevard des Capucines.